# Magdeburg

Magdeburg városrészei

Magdeburg város Németországban, Szász-Anhalt szövetségi tartomány fővárosa, a Magdeburgi egyházmegye püspöki székvárosa. Az Elba mentén fekszik.

## Történelem
A várost első ízben Nagy Károly frank császár egy rendelete említi 805-ben. 919-ben I. (Madarász) Henrik német király megerősíttette a várat a magyarok és a szlávok ellen. 929-ben itt tartották I. Henrik fiának, a későbbi I. (Nagy) Ottónak és I. Eduárd wessexi király lányának, Editnek az esküvőjét. Magdeburg első fénykorát is főként I. Ottó uralkodása idején érte el. 937-ben birodalmi gyűlés színhelye volt, ahol két érsek, nyolc püspök és számos világi méltóság vett részt, I. Ottó bencés kolostort alapított, ezt 968-ban érsekséggé emelték. 946-ban a kolostorba, később a dómba temették Edit királynét. 962-ben itt koronázták meg Nagy Ottót és 973-ban itt is temették el.
Magdeburg második virágkora a 12. század közepén következett be, melyet egyrészt nagyszerű építmények és olyan művészeti alkotások fémjeleztek, mint a Magdeburger Reiter (Magdeburgi lovas), másrészt a több német város szervezetének is mintájául szolgáló "magdeburgi jog" kialakítása és terjesztése volt.
Magdeburg a középkori Németország egyik legjelentősebb városa lett. Az egyházi hatalom mellett megjelent a polgárság is, amely a várost jómódú kereskedő és kézműves településsé alakította. A városnak az érsekséggel szemben sikerült is új városi alkotmányt kivívnia, mely a 13. században mint fontos tényező kapott szerepet a városi tanács élén a polgármesterrel. A polgárság, ha nem is tudta megdönteni az egyházi hatalmat, viszonylag önálló politikát folytatott.
Magdeburg a Hanza-szövetség szászországi csoportjának elővárosa volt. 1425-ben kereskedői egymás között pontosan felosztották a piacokat. A városi ülnökök pedig messze északon is terjesztették a magdeburgi jogot.
1524-ben a város fölvette a reformációt, midőn pedig az augsburgi interimet elvetette, birodalmi átok alá esett és Móric szász herceg 1551-ben elfoglalta, de kíméletesen bánt vele. A harmincéves háborúban 1629-ben Wallenstein sikertelenül ostromolta 28 hétig. 1631-ben Tilly újra ostrom alá fogta és május 10-én rohammal bevette. Ez ostrom után a város, 130 házat kivéve, elpusztult és lakói közül 30 000 ember odaveszett. Otto von Guericke volt ekkor polgármestere. 1648-ban a magdeburgi érsekség mint világiasított fejedelemség, Brandenburgé lett.
A 17.-18. században fellendült a kulturális élet, ekkor többek között a természettudós Otto von Guericke és Georg Philipp Telemann, a kiváló zeneszerző is a város hírnevét öregbítette.
1806-ban a franciák minden ellenállás nélkül elfoglalták, 1814-ben azonban Poroszország visszakapta. A 19. század gazdasági fejlődése főként 1870-től vette kezdetét, ekkorra már nagyjából kirajzolódott a város jelenlegi arculata és rohamosan nőtt lakosságának száma is egyrészt bevándorlással, másrészt az elővárosok hozzácsatolásával.
1945 és 1990 között az NDK része és a hajdani magdeburgi kerület székhelye volt. Az 1990-es német újraegyesítés óta ismét Szász-Anhalt tartomány székhelye.

## Kultúra

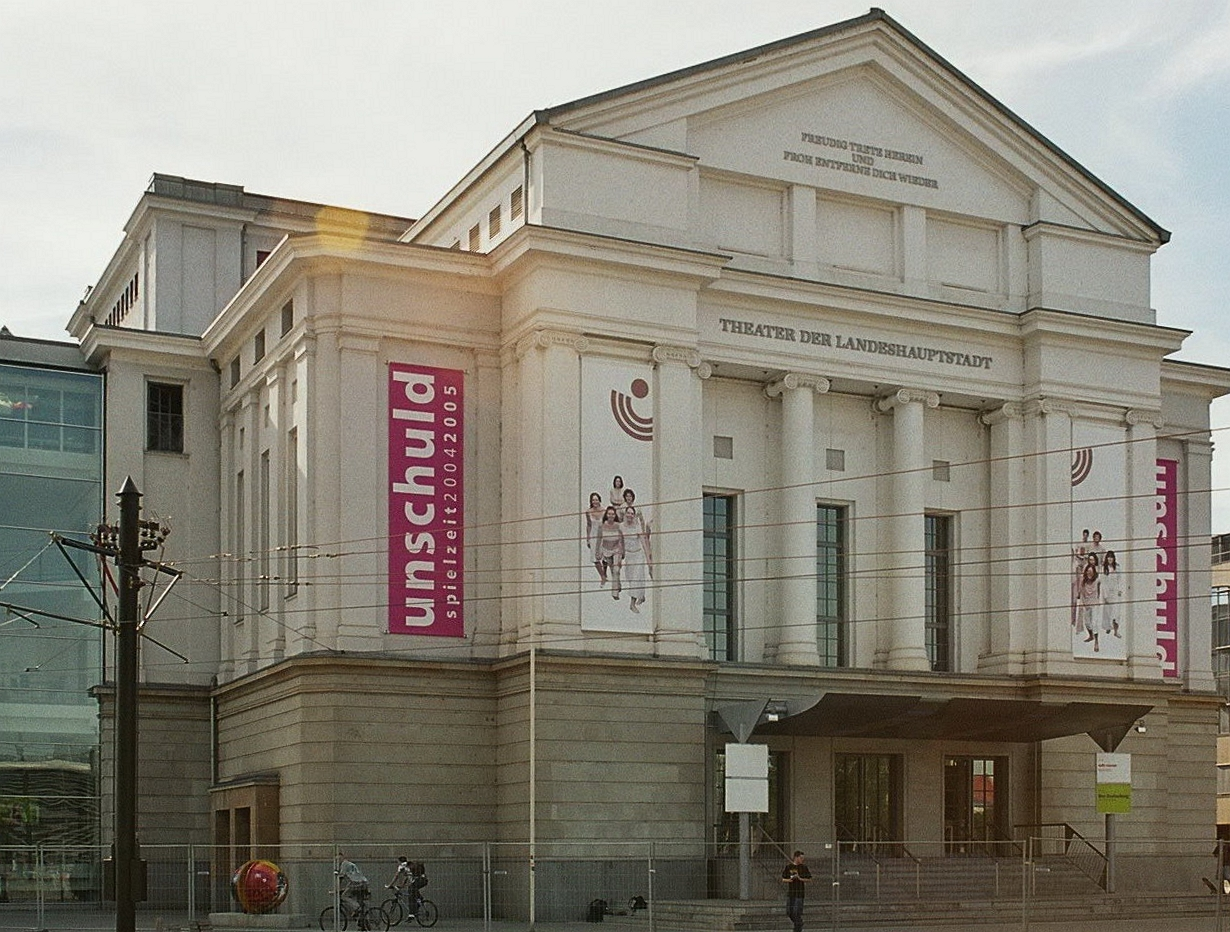
Színház

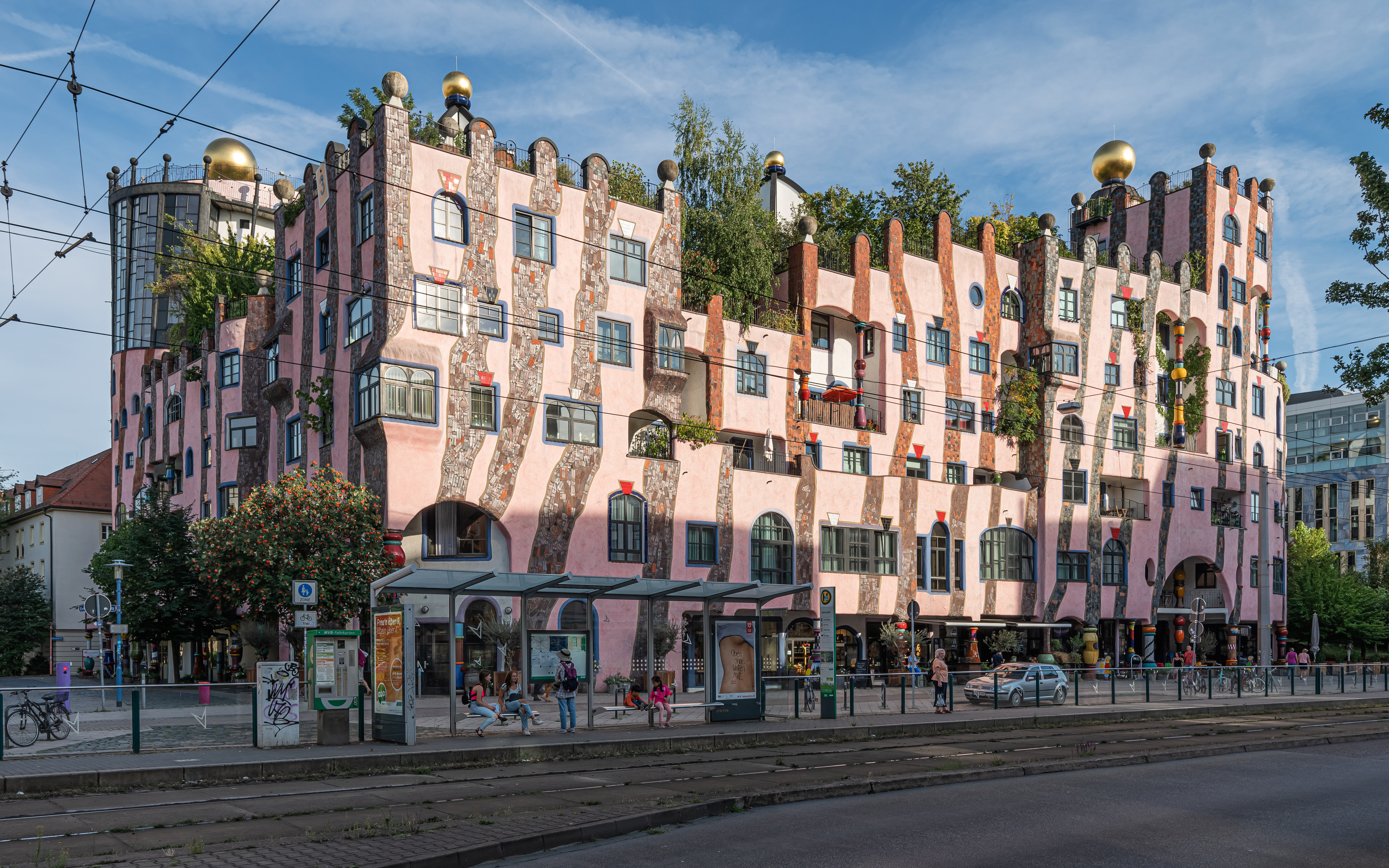
Hundertwasser-ház, németül "Grüne Zitadelle"

### Színházak
- Theater Magdeburg – Magdeburgi színház
- Städtisches Puppentheater Magdeburg – Bábszínház
- Theater an der Angel
- Improvisationstheater Hechtsprung

### Múzeumok
- Kulturhistorisches Museum Magdeburg – Kultúrtörténeti múzeum
- Museum für Naturkunde Magdeburg – Természeti múzeum
- Technikmuseum Magdeburg – Technikai múzeum
- Kunstmuseum Magdeburg – Művészeti múzeum
- Otto-von-Guericke-Museum in der Lukasklause
- Galerie 1200
- Jahrtausendturm
- Schulmuseum Magdeburg – Iskolamúzeum
- Museumsschiff Württemberg mit Museum zur Geschichte der Elbschifffahrt
- Historische Schiffmühle am Petriförder
- Steinzeithaus Randau
- slawisches Dorf Pechau – Pechau szláv falu

## Templomok

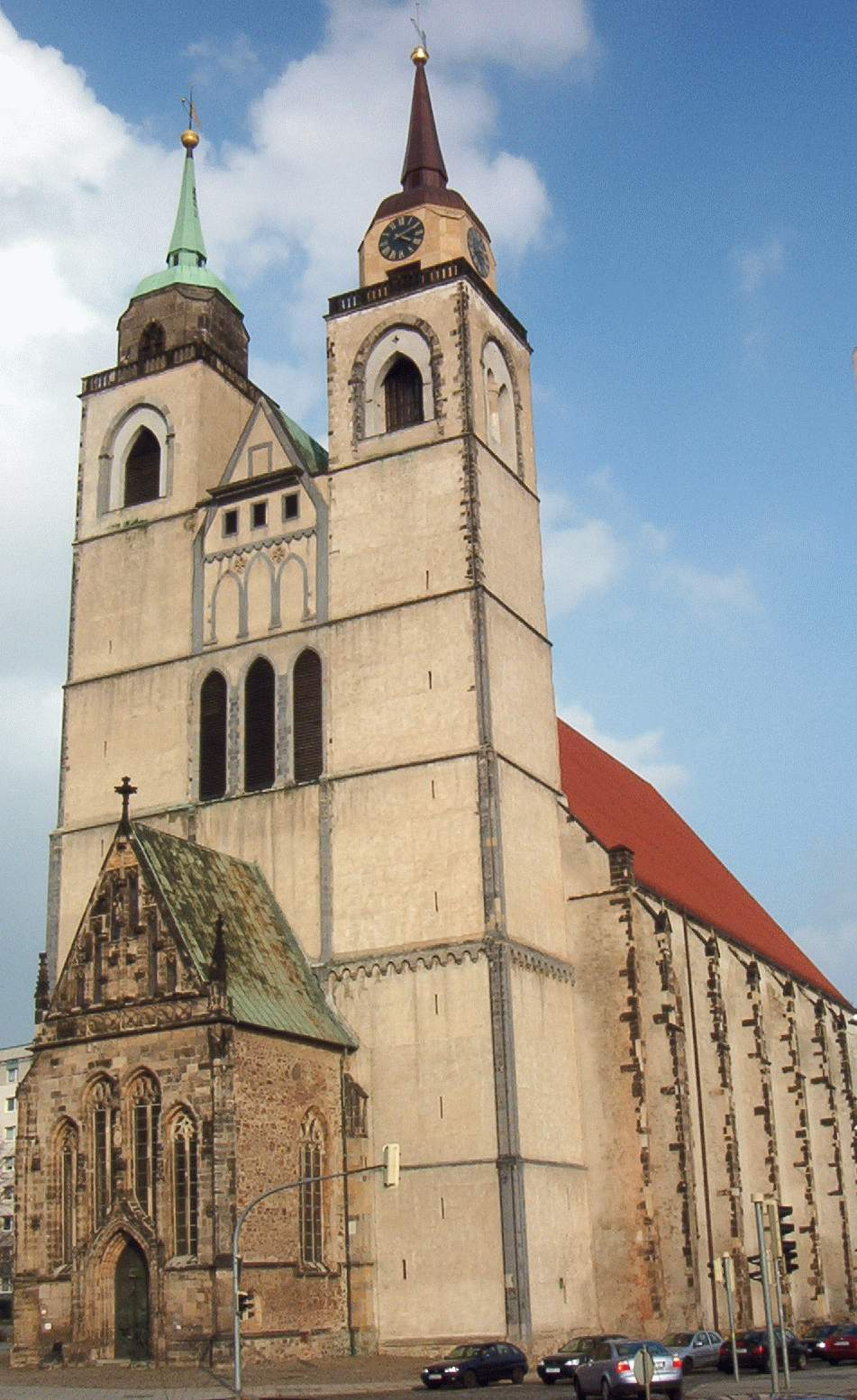
A Szent János-templom

- Magdeburgi dóm
- Szent János-templom

## Közlekedés

### Közúti közlekedés
A várost érinti az A2-es és az A14-es autópálya.

### Vízi közlekedés
Magdeburg Németország keleti részének legnagyobb kikötője, itt található a Magdeburgi csatornahíd.

## Polgármesterek
| - 1646-1676: Otto von Guericke - 1808–1814: Graf von Blumenthal - 1814–1817: Ludwig Nöldechen - 1817–1848: August Wilhelm Francke - 1848–1851: Behrens - 1851–1880: Carl Gustav Friedrich Hasselbach - 1882–1895: Friedrich Heinrich Julius Bötticher - 1895–1906: Gustav Schneider - 1906–1910: August Lentze - 1910–1919: Hermann Reimarus | - 1919–1931: Hermann Beims - 1931–1933: Ernst Reuter - 1933–1945: Fritz-August Wilhelm Markmann - 1945–1946: Otto Baer - 1946–1950: Rudolf Eberhard - 1950–1961: Philipp Daub - 1961–1965: Friedrich Sonnemann - 1965–1989: Werner Herzig - 1989–1990: Werner Nothe - 1990–2001: Wilhelm Polte - 2001 óta: Lutz Trümper |

## Oktatás
- Otto-von-Guericke-Universität – Ottó von Guericke Egyetem
- Hochschule Magdeburg-Stendal – Stendal főiskola

## Testvértelepülések
- Szarajevó, Bosznia-Hercegovina, 1972[3]
- Braunschweig, Németország, 1987
- Nashville, USA, 2003
- Pernik, Bulgária, 2004